# Тарапунька и Штепсель
Тарапунька и Штепсель — популярный в СССР комический дуэт народных артистов УССР актёров Ефима Березина (Штепсель) и Юрия Тимошенко (Тарапунька).

## История
Ю. Тимошенко и Е. Березин познакомились во время учёбы в Киевском театральном институте, в котором учились с 1937 по 1941 год. Во время Великой Отечественной войны выступали в Ансамбле песни и танца Юго-Западного фронта (в образах повара Скалкина — Березин и банщика Мочалкина — Тимошенко).
Дуэт милиционера (Тимошенко) и электромонтёра (Березин) дебютировал в 1941 году, перезапущен после войны, тогда же появились псевдонимы Тарапунька и Штепсель. Выступали в парном конферансе, эстрадных спектаклях. Часто исполняли миниатюры Павла Глазового. Авторы сценария, режиссёры и исполнители главных ролей в комедийных фильмах.
Дуэт выступал 40 лет (до смерти Тимошенко в 1986 году). Дружба Ефима Березина и Юрия Тимошенко была настолько крепкой, что один отказывался от звания Заслуженного артиста до тех пор, пока его не присудили и второму.
В течение многих лет основными авторами дуэта были киевляне Роберт Борисович Виккерс, Исаак Яковлевич Золотаревский и Александр Семёнович Каневский (брат зятя Березина — актёра Леонида Каневского).

### Фильмография
- 1953 — Тарапунька и Штепсель под облаками
- 1954 — Весёлые звёзды
- 1955 — Приключение с пиджаком Тарапуньки
- 1957 — Штепсель женит Тарапуньку
- 1962 — Ехали мы, ехали…
- 1964 — Лёгкая жизнь
- 1968 — Давайте представим, что мы перенеслись в 2017 год…
- 1969 — Похищение (Новогодний комедийный фильм-концерт)
- 1970 — Смеханические приключения Тарапуньки и Штепселя. (ТВ, 2 серии)
- 1976 — От и до
- 1980 — Беспокойтесь, пожалуйста (Хвилюйтеся, будь ласка). (ТВ, 2 серии)

## Награды и премии
- Народные артисты Украинской ССР.
- Награждены орденами и медалями СССР.

## Упоминания
В фильме «Иван Васильевич меняет профессию» лейтенант милиции, допрашивавший Ивана Грозного, расценил один из его ответов как попытку сострить. Старшина заметил:
Тоже мне, Тарапунька и Штепсель нашёлся!